# Russalka (Dargomyschski)
Russalka ist eine Oper in vier Akten und sechs Bildern von Alexander Dargomyschski, der auch das Libretto schrieb. Sie basiert auf dem 1837 erschienenen Gedicht Die Nixe von Alexander Puschkin und wurde am 4. Maijul. / 16. Mai 1856greg. im Zirkustheater Sankt Petersburg uraufgeführt.

## Handlung

### Erster Akt
Ufer des Dnjepr mit einer Mühle und einer Eiche
Der Müller beklagt sich über seine bei ihm lebende Tochter Natascha, die er als störrisch und eigensinnig empfindet (Nr. 1. Arie des Müllers). Diese unterhält seit einem Jahr eine Liebesbeziehung mit einem Fürsten, mit der sich ihr Vater abgefunden hat, da er sich davon materielle Vorteile verspricht. Ihr Geliebter hat sich zu ihrem Kummer schon längere Zeit nicht mehr blicken lassen. Als er sie endlich wieder besucht, entschuldigt er sich mit seinen anderen Verpflichtungen und schenkt ihr eine Halskette (Nr. 2. Terzett). Natascha ist zuerst glücklich, bemerkt jedoch bald an seinem Verhalten, dass etwas nicht stimmt. Sie gehen in die Mühle.
Bauern erscheinen, um zu tanzen und zu singen (Nr. 3. Chor). Der Müller gesellt sich zu ihnen. Wenig später kehrt auch der Fürst zurück. Da der Müller erkennt, dass er etwas auf dem Herzen hat, schickt er die Bauern fort und zieht sich ebenfalls zurück. Der Fürst kann nun mit Natascha allein sprechen (Nr. 4. Duett). Er teilt ihr mit, dass er sich von ihr trennen müsse, um sich standesgemäß zu vermählen. Er gibt ihr zum Abschied einen Beutel mit Gold, obwohl Natascha ihm offenbart, dass sie ein Kind erwartet. Nachdem er fort ist, versucht der Müller vergeblich, seine Tochter zu trösten (Nr. 5. Duett). Die Bauern kommen besorgt zurück (Nr. 6. Finale). Natascha steigert sich immer weiter in ihre Verzweiflung hinein. Sie wirft das Geld auf die Erde und den Schmuck in den Fluss. Schließlich ruft sie den Fluss Dnjepr an, ihr bei ihrer Rache zu helfen, und stürzt sich selbst hinein.

### Zweiter Akt
Im Palast des Fürsten

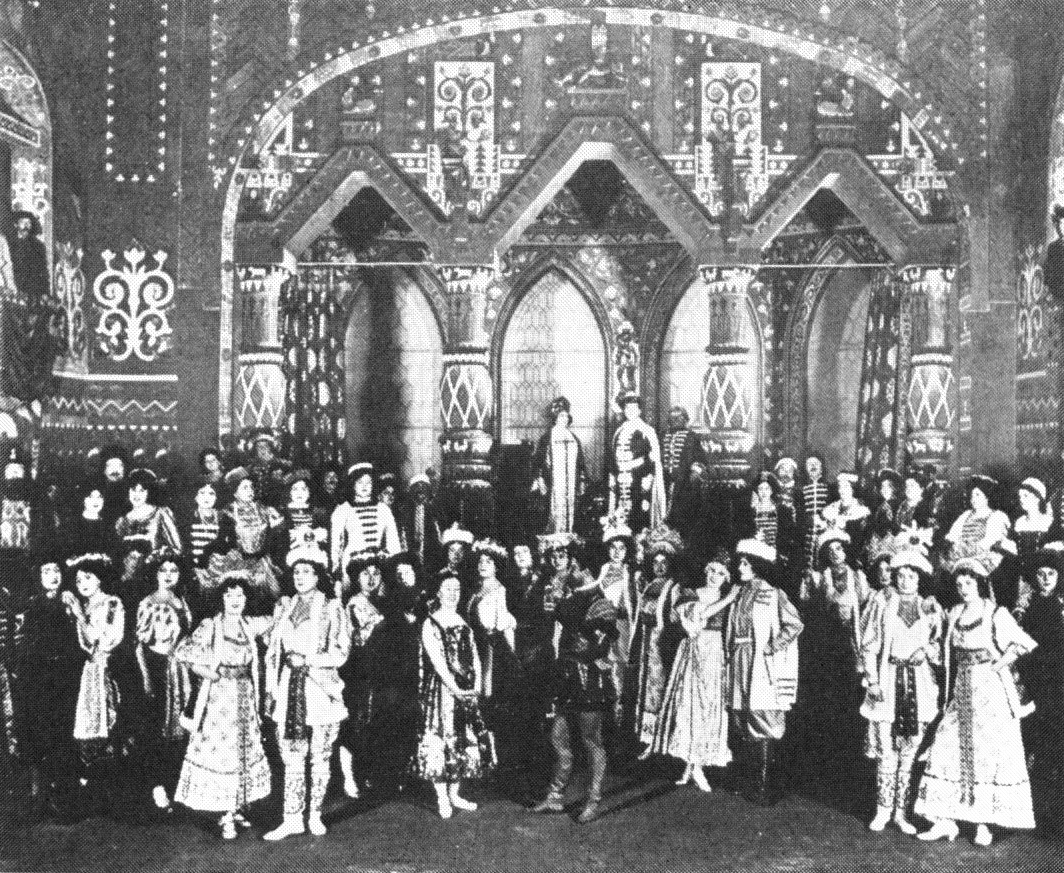
Szene aus dem zweiten Akt, Monte Carlo 1909

Der Fürst feiert seine Hochzeit mit der reichen Adligen und empfängt die Glückwünsche seiner Gäste (Nr. 7. Chor). Nachdem alle gegangen sind, schwören sich Fürst und Fürstin ewige Liebe und Treue (Nr. 8. Arie/Duett). Der Brautwerber gratuliert ebenfalls, und ein fröhlicher Chor stößt auf das Paar an (Nr. 9. Rezitativ und Gratulationschor). Man tanzt (Nr. 10. Slawischer Tanz – Nr. 11. Zigeunertanz). Die Fröhlichkeit wird plötzlich durch ein klagendes Lied einer Frauenstimme unterbrochen (Nr. 12. Finale). Die Sängerin ist jedoch nicht zu finden. Der Fürst glaubt, es sei die Stimme seiner toten Geliebten. Der Brautwerber und die von der Fürstin aufgenommene Waise Olga versuchen noch, die Stimmung zu retten. Als der Fürst aber seine Braut küssen will, hören alle eine Frau stöhnen. Die Fürstin hat böse Vorahnungen.

### Dritter Akt
Frauengemach

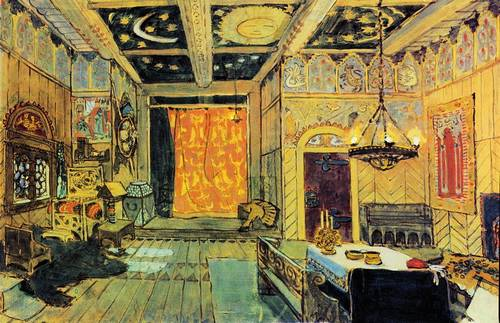
Szenenskizze von A. Golovin, 1900

Nach zwölf Jahren steht es mit Ehe des Fürstenpaares nicht gut. Der Fürst verschwindet tagelang im Wald und lässt seine Frau alleine zurück. Sie klagt über seine Rastlosigkeit und ihre Einsamkeit (Nr. 13. Introduktion und Arie). Auch Olga kann sie nicht aufheitern (Nr. 14. Rezitativ und Lied). Da berichtet ein Jäger, dass der Fürst sein Gefolge fortgeschickt habe und am Ufer des Flusses allein zurückgeblieben sei. Die besorgte Fürstin macht sich mit Olga auf die Suche nach ihm.
Ufer des Dnjepr, wie im ersten Akt; die Mühle ist halb verfallen; Abend
Im Fluss tummeln sich Russalkas, Wassergeister der slawischen Mythologie (Nr. 15. Chor der Russalkas). Als der Fürst erscheint, ziehen sie sich ins Wasser zurück. Den Fürsten zieht es immer wieder an diesen Ort, da er Natascha nicht vergessen kann (Nr. 16. Cavatine). In Anbetracht des Zustands der Mühle vermutet er, dass der alte Müller inzwischen aus Kummer gestorben ist. Doch da erscheint dieser selbst, zerlumpt und halb nackt. Er hat vor Trauer den Verstand verloren, hält sich für einen Raben, und erzählt, dass er die Mühle den Dämonen verkauft habe (Nr. 17. Duett mit Chor). Der Fürst ist erschüttert und bietet ihm Hilfe an. Der Müller lehnt ab. Er hält den Fürsten für schuldig an seinem Unglück und wird plötzlich handgreiflich. Glücklicherweise hören die Jäger des Fürsten dessen Hilferufe und retten ihn. Der Müller fleht um Gnade. Die anderen bedauern den Wahnsinnigen und lassen ihn allein zurück.

### Vierter Akt
Unterwasserreich der Russalkas

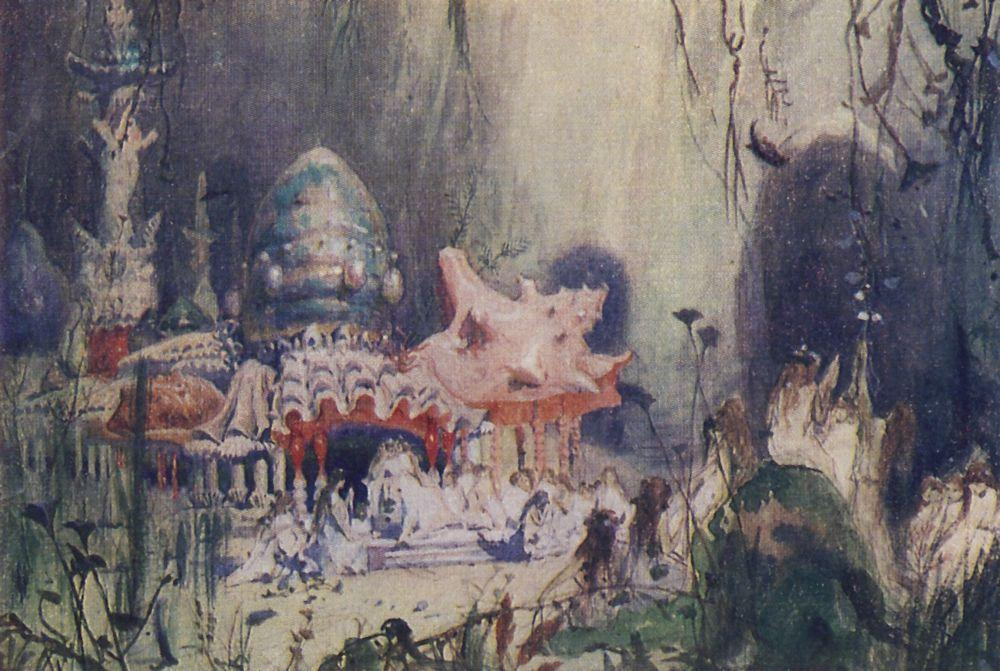
Szenenskizze von Wiktor Michailowitsch Wasnezow, 1884

Nach einigen Tänzen der Russalkas (Nr. 18) erscheint ihre Königin, die frühere Natascha, die nun selbst zur Russalka geworden ist – ebenso wie ihre nun zwölfjährige Tochter, genannt Russalotschka. Das Mädchen erzählt, dass ihr Großvater, der Müller, sie darum gebeten habe, ihm das in den Fluss geworfene Geld zurückzuholen (Nr. 19. Szene und Arie). Natascha weiß, dass der Fürst heute wieder zum Ufer kommen wird. Sie fordert ihre Tochter auf, zu ihm zu gehen, ihn an die alten Tage zu erinnern und zu ihr ins Wasserreich zu bringen.
Ufer des Dnjepr
Die Fürstin und Olga sind auf dem Weg zum Ufer. Als sie den Fürsten bemerken, verstecken sie sich hinter den Ruinen der Mühle. Russalotschka zeigt sich dem Fürsten und erzählt ihm von ihrer Mutter, seiner früheren Geliebten, die nun Königin des Dnjepr sei und noch immer auf ihn warte (Nr. 20. Finale). Als der Fürst sich bereit erklärt, ihr zu folgen, treten die Fürstin und Olga hervor, um ihn aufzuhalten. Die Stimme Nataschas ist mit Lockrufen zu hören. Der Fürst verspürt einen unwiderstehlichen Drang zum Fluss. Schließlich erscheint auch der alte Müller. Er ruft aus, dass heute Hochzeit sei und zieht den Fürsten gemeinsam mit Russalotschka in den Fluss. Die Fürstin und Olga rufen verzweifelt um Hilfe, doch die herbeieilenden Jäger können nichts mehr ausrichten.
Die Szene verwandelt sich in ein prächtiges Unterwasserkönigreich, das vom Mond beschienen wird und wie von blauem Feuer leuchtet. Russalkas legen ihrer Königin die Leiche des Fürsten zu Füßen.

## Gestaltung
Russalka ist das erste Zeugnis von Dargomyschskis Versuch, mit einigen Gleichgesinnten einen neuen Gesangsstil mit der Losung „Wahrheit in Tönen“ zu entwickeln. Dargomyschskis Kollegen des „Mächtigen Häufleins“ zogen dessen spätere Oper Der steinerne Gast (1872) der Russalka vor, da ihnen sein „gemischter Stil“ nicht gefiel. Doch gerade dieser wurde vom Komponisten Alexander Serow für vorbildlich gehalten. Auch Igor Strawinsky schätzte die „Mischung aus russisch-volkstümlichem Melos und dem vorherrschenden Italianismus mit der sorglosesten und reizendsten Leichtigkeit“. Genaugenommen sind die unterschiedlichen Stile allerdings nicht gemischt, sondern stehen nebeneinander.
Der tragischen Haupthandlung setzt Dargomyschski Bauernchöre entgegen, die bei Puschkin noch fehlen. Sie enthalten musikalische Elemente der russischen Volksmusik. Dem Herzog sind Arietten im französischen Stil zugewiesen. Kontrastierend sind auch die beiden Frauen des Fürsten dargestellt. Während Natascha im italienischen Stil singt und als Königin der Russalkas im letzten Akt auf den Stil der großen Oper verweist, erinnern die Arien der Fürstin an das volkstümlich russische Klagelied. Olgas Versuch, die Fürstin zu Beginn des dritten Akts aufzumuntern, hat ein Vorbild in der Szene Agathe/Ännchen von Carl Maria von Webers Freischütz. Dargomyschski ersetzte demgemäß die alte Amme aus Puschkins Text durch ein junges Mädchen. Auch die Buffo-Arie des Müllers am Anfang der Oper bezieht sich auf den italienischen Musikstil. Russalkas Tochter im vierten Akt ist wie beiden Vorgängeropern eine Kinder-Sprechrolle. Ihr Text wird melodramatisch von einem Harfensolo begleitet. In den Vorgängeropern wurde diese Szene lediglich als fremdartige Klangfarbe eingesetzt. Bei Dargomyschski dagegen ist sie wesentlich dafür, den Fürsten in seinen Untergang zu locken.
Der musikalisch bedeutsamste Teil der Oper ist das zweite Bild des dritten Akts mit der Wahnsinnsszene des Müller. Dieser verschließt zu Beginn die Augen vor der Realität, als er der Beziehung seiner Tochter mit dem Fürsten nicht entgegentritt. Erst als er nach deren Tod dem Wahnsinn verfällt, kann er die Wahrheit sehen und aussprechen. Die Vokallinie orientiert sich an dieser Stelle an der Redeintonation. Der Text ist wörtlich Puschkins Vorlage entnommen. Der Konflikt zwischen Müller und Fürst erfährt eine Entsprechung im Orchester, das hier auch eine kommentatorische Funktion hat.

### Orchester
Die Orchesterbesetzung der Oper enthält die folgenden Instrumente:
- Holzbläser: Piccoloflöte, zwei Flöten, zwei Oboen, zwei Klarinetten, zwei Fagotte
- Blechbläser: vier Hörner, zwei Trompeten, zwei Kornette in B, drei Posaunen, Ophikleide
- Pauken, Schlagzeug: Trommel, große Trommel
- Harfe
- Streicher

### Musiknummern
Die Oper enthält den Angaben bei operalib.eu zufolge diese Musiknummern:
Erster Akt
- Nr. 1. Arie des Müllers: „Ох, то-то все вы, девки молодые“ („Och, to-to wse wy, dewki molodyje“)
- Nr. 2. Terzett: „Чу! Я слышу топот его коня… Он! Да, он!“ („Tschu! Ja slyschu topot ego konja… On! Da, on!“)
- Nr. 3. Chor: „Ах ты, сердце, моё сердце“ („Ach ty, serdze, mojo serdze“)
- Nr. 4. Duett: „Нет, не рассеет дум тяжёлых“ („Net, ne rassejet dum tjaschjolych“)
- Nr. 5. Duett: „Ба, ба, ба, ба! Что вижу!“ („Ba, ba, ba, ba! Tschto wischu!“)
- Nr. 6. Finale: „Ах ты, поле, моё поле“ („Ach ty, pole, mojo pole“)

Zweiter Akt
- Nr. 7. Chor: „Как во горнице-светлице“ („Kak wo gornize-swetlize“)
- Nr. 8. Arie/Duett: „Подруги детства, подруги светлых дней“ („Podrugi detstwa, podrugi swetlych dnei“)
- Nr. 9. Rezitativ und Gratulationschor: „А где дружко?“ („A gde druschko?“)
- Nr. 10. Slawischer Tanz
- Nr. 11. Zigeunertanz
- Nr. 12. Finale: „Да здравствует наш Князь младой“ („Da sdrawstwujet nasch Knjas mladoi“)

Dritter Akt
- Nr. 13. Introduktion und Arie: „Чу! кажется, трубят“ („Tschu! kaschetsja, trubjat“)
- Nr. 14. Rezitativ und Lied: „Княгиня бедная!“ („Knjaginja bednaja!“)
- Nr. 15. Chor der Russalkas: „Свободной толпою“ („Swobodnoi tolpoju“)
- Nr. 16. Cavatine: „Невольно к этим грустным берегам“ („Newolno k etim grustnym beregam“)
- Nr. 17. Duett mit Chor: „Что это значит?“ („Tschto eto snatschit?“)

Vierter Akt
- Nr. 18. Tänze der Russalkas
- Nr. 19. Szene und Arie: „Оставьте пряжу, сёстры, солнце село“ („Ostawte prjaschu, sjostry, solnze selo“)
- Nr. 20. Finale: „Невольно к этим грустным берегам“ („Newolno k etim grustnym beregam“)

## Werkgeschichte

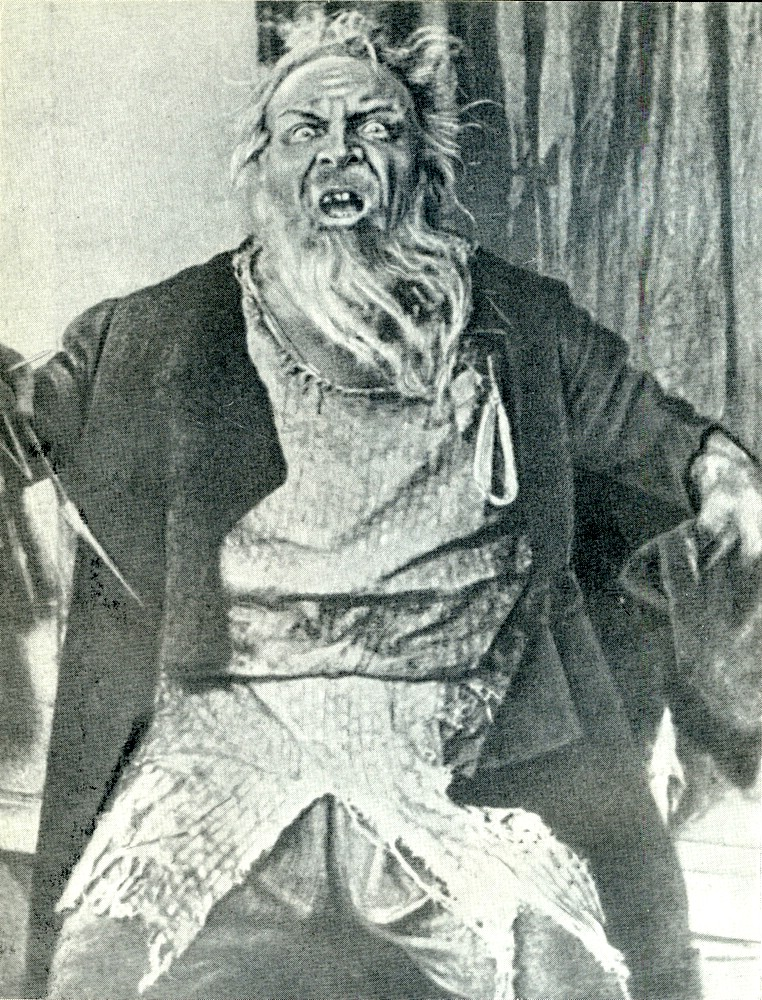
Fjodor Schaljapin als Müller, 1916

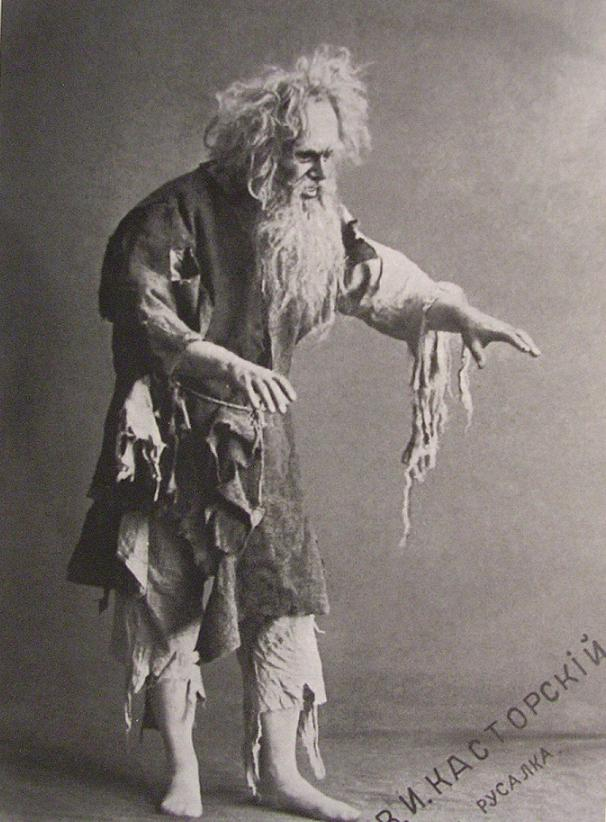
Wladimir Kastorski als Müller, vor 1917

Alexander Dargomyschskis Oper Russalka entstand in den Jahren 1848 bis 1855. Er selbst schrieb das Libretto, das „unter Bewahrung vieler Verse des Dichters“ auf dem Gedicht Die Nixe von Alexander Puschkin (1832) basiert. Letzteres – ein als „dramatische Romanze“ bezeichnetes Libretto für ein Singspiel – war seinerseits von Ferdinand Kauers Singspiel Das Donauweibchen (Wien 1798) inspiriert. Eine von Stepan Dawydow als „Komische Zauberoper“ überarbeitete Fassung mit dem Titel Russalka hatte 1803 im Großen Theater Petersburg auf den Musikbühnen Russlands so großen Erfolg, dass Dawydow und sein Kollege Catterino Cavos in den nächsten Jahren mehrere Fortsetzungen komponierten. Der Dichter Iwan Krylow wandte sich gegen die in diesen Werken hervortretenden Trivialitäten. Sein künstlerisch bedeutenderes Libretto für Cavos’ Oper Ilja Bogatyr von 1807 wurde schließlich zur Vorlage von Puschkins Text. In der Darstellung der Rache der verführten und verlassenen Müllerstochter behandelt er einen Konflikt zwischen Bürgerschicht und Aristokratie. Die interessanteste Gestalt bei Puschkin wie auch bei Dargomyschski ist nicht die titelgebende Nixe, sondern der Müller, der nach der absehbaren Katastrophe wahnsinnig wird. Hier gibt es im Gegensatz zu den frühen Fassungen kein glückliches Ende mehr. Der Schwerpunkt liegt auf dem Motiv der Sühne.
Bei der Uraufführung am 4. Maijul. / 16. Mai 1856greg. im Zirkustheater Sankt Petersburg sangen Pavel Petrovich Buljakhov (Fürst), Darja Mikhajlowna Leonowa (Fürstin), Osip Afanasiewitsch Petrow (Müller), Annisja Aleksandrowa Lawrowa-Buljakowa (Natascha/Russalka), Emilja Liliewa (Olga), P. I. Gumbin (Brautwerber/Jäger) und I. N. Elistov (Hofsänger). Die musikalische Leitung hatte Konstantin Ljadow.
Die Oper wurde nach der Premiere zunächst nur wenig beachtet. Sie kam zwar noch im selben Jahr auch am Moskauer Bolschoi-Theater heraus – der große Erfolg stellte sich jedoch erst 1865 nach der dortigen Wiederaufnahme und der Neuinszenierung im Petersburger Mariinski-Theater ein. In der Zwischenzeit hatten Serows Opern Judif (1863) und Rogneda (1865) das Publikum für russische Opern begeistert, wovon auch Russalka profitierte. Diese wirkte zudem durch den volkstümlichen Stoff „national repräsentativer“ als Serows Werke. Von nun an wurde sie sowohl in Russland wie auch im Ausland häufig gespielt. 1878 gab es Aufführungen in Charkow, Kasan und Kiew. 1885 wurde die Russische Privatoper Sawwa Mamontows im Solodownikow-Theater Moskau mit diesem Werk eröffnet. Weiterhin zu nennen sind Produktionen in Kopenhagen (1888, russisch), Prag (1889), Tiflis (1893, erster Auftritt von Fjodor Schaljapin als Müller), am Solodownikow-Theater Moskau (1897, mit Schaljapin), am Bolschoi-Theater Moskau (1904), an der Krolloper Berlin (1908, russisch), in Monte Carlo (1909, mit Schaljapin), Paris (1911), am Solodownikow-Theater Moskau (1917), in Jekaterinburg (1917), San Francisco und New York (beide 1922, russisch), Riga (1923), Jerusalem (1926), Charkow (1929), London (1931, russisch), Kuibyschew und Tbilissi (1935), Helsinki (1937, Filiale des Bolschoi-Theaters Moskau), Jerewan (1938), Minsk (1939), Baku (1942), Stalino/Donezk (1945), Vilnius (1949), Riga (1952), Bukarest (1958), Neapel (1960) und Ulan-Bator (1964).
Nach einer längeren Zeit des Verschwindens gab es erst 2024 wieder eine Neuproduktion im Moskauer Stanislawski- und Nemirowitsch-Dantschenko-Musiktheater. Regie führte Alexander Titel. Die musikalische Leitung hatte Timur Zangiev.

## Aufnahmen
- 1948 – Wassili Nebolsin (Dirigent), Orchester und Chor des Bolschoi-Theaters Moskau.
 Witali Ignatjewitsch Kiltschewsky (Fürst), Varvara Gagarina (Fürstin), Alexander Stepanowitsch Pirogow (Müller), Eugenia Fedorowna Smolenskaja (Natascha/Russalka), Natalia Sokolowa (Olga).
 Studioaufnahme.
 Melodia 36329 (4 LPs); Melodia Μ10-36629-34 (3 LPs) / Great Hall MVT 038-39 (2 CDs).[8][9]:3245
- 1954 – Jewgeni Swetlanow (Dirigent), Orchester und Chor des Bolschoi-Theaters Moskau.
 Iwan Koslowski (Fürst), Vera Iwanowna Borissenko (Fürstin), Alexei Filippowitsch Kriwtschenja (Müller), Eugenia Fedorowna Smolenskaja (Natascha/Russalka), Margarita Alexandrowna Miglau (Olga).
 Studioaufnahme.
 Melodia MK DO 04414-19 (3 LPs); Ultraphone ULP 101-3 (3 LPs).[8][9]:3246
- 16. Januar 1979 – Kraysto Marev (Dirigent), Orchester und Chor Oper Plovdiv.
 Georgi Velchev (Fürst), Pavlina Pavlova (Fürstin), Evstati Dimitrov (Müller), Mimi Kavardjikova / Nevena Peneva (Natascha/Russalka?), Olga Boyardjieva (Olga?), Ivan Vampirov (Brautwerber?).
 Live aus Plovdiv.
 AE 215 (1 CD-ROM).[8][9]:3247
- 1983 – Wladimir Fedossejew (Dirigent), Symphonie-Orchester und Chor des Rundfunks der UdSSR.
 Konstantin Pluschnikow (Fürst), Nina Terentieva (Fürstin), Alexander Vedernikov (Müller), Natalia Mikhailova (Natascha/Russalka), Galina Pisarenko (Olga).
 Studioaufnahme.
 Melodia C10 12933-6 (4 LPs), Relief CR 991059 (3 CDs).[9]:3248
- 20. Dezember 1997 – Paul Mägi (Dirigent), National Symphony Orchestra of Ireland, Wexford Festival Chorus.
 Alessandro Safina (Fürst), Annie Vavrille (Fürstin), Maxim Mikhailov (Müller), Anna Maria Chiuri (Natascha/Russalka), Ljuba Chuchrova (Olga), Massimiliano Gagliardo (Brautwerber), Steven Boydall (Jäger), Katia Trebeleva (Russalotschka/Lorelei), Declan Kelly (Bauer).
 Live aus Wexford.[9]:3249
- 1999 – Vladimir Andropov (Dirigent), Orchester und Chor des Bolschoi-Theaters Moskau.
 Anatolj Zaychenko (Fürst), Tatiana Erastowa (Fürstin), Yuri Matyuschin (Müller), Elena Zelyenskaya (Natascha/Russalka), Galina Chernoba (Olga), Sergei Murzaev (Brautwerber), Natalya Schtukaturova (Russalotschka/Lorelei).
 Live aus Moskau.[9]:3250
- 28. April 2001 – Paul Mägi (Dirigent), Orchester und Chor der Estnischen Nationaloper Tallinn.
 Mati Korts (Fürst), Riina Airenne (Fürstin), Leonid Savitski (Müller), Nadja Kurem (Natascha/Russalka), Valentina Taluma (Olga), Rauno Elp (Brautwerber), Villu Valdmaa (Jäger).
 Live aus Tallinn.[9]:3245
- 2008 – Michail Jurowski (Dirigent), WDR Rundfunkorchester Köln, WDR Rundfunkchor Köln.
  Wsewolod Griwnow (Fürst), Marina Prudenskaja (Fürstin), Arutjun Kotchinian (Müller), Evelina Dobračeva (Natascha/Russalka), Elena Bryleva (Olga), Andrey Telegin (Brautwerber/Jäger), Martha Jurowski (Nataschas Tochter).
 Profil/Edition Günter Hänssler PH 09024 (3 CDs).[10]